# Saulxures-lès-Nancy
Saulxures-lès-Nancy är en kommun i departementet Meurthe-et-Moselle i regionen Grand Est (tidigare regionen Lorraine) i nordöstra Frankrike. Kommunen ligger i kantonen Seichamps som tillhör arrondissementet Nancy. År 2022 hade Saulxures-lès-Nancy 4 306 invånare.

## Befolkningsutveckling
Antalet invånare i kommunen Saulxures-lès-Nancy
| Referens: INSEE |